# La Habra Heights (Kalifornija)
La Habra Heights je grad u američkoj saveznoj državi Kalifornija. Prema popisu stanovništva iz 2010. u njemu je živjelo 5.325 stanovnika.